# فاسارهيلي جيولا لازلو
فاسارهيلي جيولا لازلو هو رسام وفنان جرافيكي ومصمم طوابع بريدية مجري، ولد عام 1929 وتوفي عام 2013.
صمم آلاف الطوابع البريدية ولمختلف البلدان حول العالم.